# Łokomotyw Donieck
Łokomotyw Donieck (ukr. Футбольний клуб «Локомотив» Донецьк, Futbolnyj Kłub "Łokomotyw" Donećk) – ukraiński klub piłkarski z siedzibą w Doniecku.
W latach 1958–1973 występował w rozgrywkach Mistrzostw ZSRR.

## Historia
Chronologia nazw:
- 1958—1961: Łokomotyw Stalino (ukr. «Локомотив» Сталіно)
- 1961—1974: Łokomotyw Donieck (ukr. «Локомотив» Донецьк)

Drużyna piłkarska Łokomotyw Donieck została założona w 1958, kiedy to klub Łokomotyw Artiomowsk po rundzie wiosennej przeniósł się do Stalino. Klub od początku istnienia występował w Klasie B, 4 strefie Mistrzostw ZSRR. W 1959 startował w rozgrywkach Pucharu ZSRR. W 1963 w wyniku reorganizacji systemu lig ZSRR został zdegradowany do niższej ligi - Klasy B, 2 strefy ukraińskiej, w której występował do 1973. W sezonie 1973 zajął przedostatnie, 22. miejsce w Drugiej Lidze, 1 strefie i pożegnał się z rozgrywkami na poziomie profesjonalnym. Potem zespół występował w rozgrywkach mistrzostw i Pucharu obwodu donieckiego, dopóki nie został rozwiązany.

## Sukcesy
- Klasa B, 2 strefa ukraińska:

4 miejsce: 1960
- Puchar ZSRR:

1/64 finału: 1959/1960, 1961